# 内河畔圣福尔
内河畔圣福尔（法語：Saint-Fort-sur-le-Né，法語發音：[sɛ̃ fɔʁ syʁ lə ne]）是法国夏朗德省的一个市镇，位于该省西部，属于干邑区。

## 地理
内河畔圣福尔（45°34'38"N, 0°18'19"W）面积6.8 平方千米，位于法国新阿基坦大区夏朗德省，该省份为法国西部内陆省份，北起德塞夫勒省和维埃纳省，东临上维埃纳省，东南至多尔多涅省，南至多爾多涅省，西接滨海夏朗德省。
与内河畔圣福尔接壤的市镇（或旧市镇、城区）包括：昂雅克香槟、瑞亚克勒科克、内河畔圣帕莱、萨勒当格勒、韦里耶尔、谢尔扎克、热尔米尼亚克。

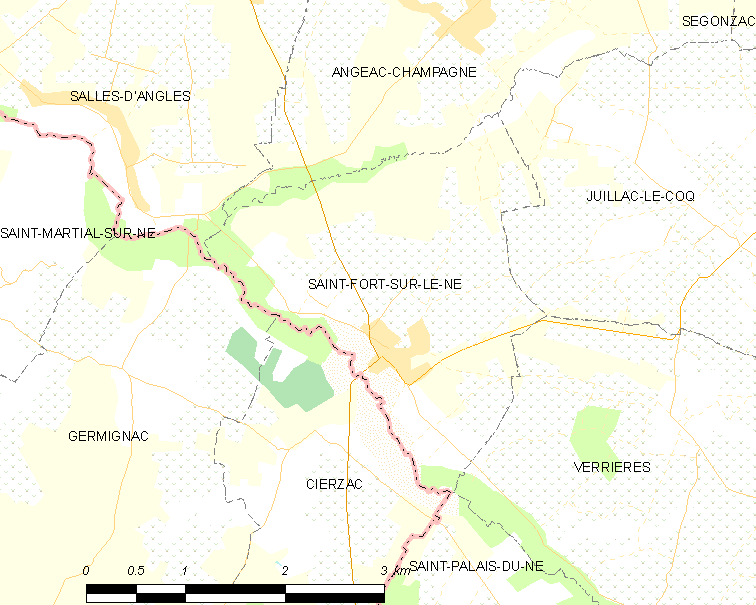
内河畔圣福尔的OSM定位图

内河畔圣福尔的时区为UTC+01:00、UTC+02:00（夏令时）。

## 行政
内河畔圣福尔的邮政编码为16130，INSEE市镇编码为16316。

## 政治
内河畔圣福尔所属的省级选区为夏朗德-香槟县。

## 人口

1962-2008年间内河畔圣福尔人口变化图示

内河畔圣福尔于2022年1月1日时的人口数量为380人。